# قائمة ملوك إنجلترا

شعار إنجلترا

الممالك الصغيرة السبعة الأنجلو سكسونية التي تم توحيدها لتكون مملكة مملكة إنجلترا الأولى

قائمة ملوك إنجلترا تبدأ من ألفريد الكبير الذي حكم في البداية إحدى الممالك الأنجلو سكسونية السبع التي شكلت فيما بعد إنجلترا الحديثة. صمم ألفريد نفسه ملكًا للأنجلو ساكسونيين منذ عام 886 تقريبًا، وعلى الرغم من أنه لم يكن أول ملك يدعي حكم كل من الإنجليز، إلا أن حكمه يمثل بداية أول خط ملوك غير منقطع يحكم كل إنجلترا، أسرة وسكس.
تم تأريخ سلسة ملوك إنجلترا من ألفريد العظيم، ملك وسكس ، بالرغم من انه لم يدعى هذا اللقب، بحيث أن حفيده أثيلستان في 927 أصبح أول ملك لإنجلترا، واستمر هذا اللقب في وجود حتى عهد الملكة آن في 1707، بعد إعمال اتحاد مملكتين إنجلترا واسكتلندا، بحيث كانتا تحت عرش واحد منذ عام 1603، أن اغلب الذين حملوا هذا اللقب كانوا من الرجال، ومع ذلك ما يقرب ستة من النسوة حملنا هذا اللقب هذا اللقب وفضلاً عن ذلك كانتا أخيرتا ملكات اسكتلندا.
أحيانا تبدأ القوائم من أوفا من مرسيا، الذي كان مهيمناً في أواخر القرن الثامن، على الرغم من سلطته وقوته لم تساعده بحيث لم يمتد نفوذه إلى نورثمبريا ، في القرن التاسع مملكة وسكس أصبحت مهيمنة على باقي الممالك الإنجليزية الأخرى تحت سيطرة ملكها اغبرت.
تأسست إمارة ويلز في المملكة إنجلترا بموجب النظام الأساسي لرودلان في عام 1284 ، وفي 1301 الملك إدوارد الأول استثمرت ابنه البكر، ومستقبل الملك إدوارد الثاني، وأمير ويلز. منذ ذلك الوقت، باستثناء الملك إدوارد الثالث، تحمل الأبناء الأكبر لجميع ملوك الإنجليز هذا اللقب.
بعد وفاة الملكة إليزابيث الأولى دون قضية، في عام 1603 ، أصبح الملك جيمس السادس ملك اسكتلندا أيضًا جيمس الأول ملك إنجلترا، وانضم إلى تيجان إنجلترا واسكتلندا في اتحاد شخصي. بإعلان ملكي، صاغ جيمس نفسه «ملك بريطانيا العظمى» ، ولكن لم يتم إنشاء مثل هذه المملكة فعليًا حتى عام 1707 ، عندما اتحدت إنجلترا واسكتلندا لتشكيل مملكة بريطانيا العظمى الجديدة، مع وجود برلمان بريطاني واحد في وستمنستر، خلال فترة الحكم للملكة آن.

## بيت وسكس

### ملوك وسكس
| الاسم فترة الحكم                                          | الصورة | الميلاد                                      | الزوجة                                                          | الوفاة                         |
| --------------------------------------------------------- | ------ | -------------------------------------------- | --------------------------------------------------------------- | ------------------------------ |
| ألفريد العظيم (Ælfrēd؛ Ælfrǣd) 871 – 26 أكتوبر 899        |        | 849 ابن إثلويلف، ملك وسكس وأسبوره (أوسبورجا) | إيلهسويث (إيلسويثا) 868 خمسة أبناء                              | 26 أكتوبر 899 العمر حوالي 50   |
| إدوارد إيلدر Eadweard cyning 26 أكتوبر 899 – 17 يوليو 924 |        | حوالي 874–877 ابن ألفريد و إيلسويثا          | (1) إكجوين ابنان (2) إيلفليد 8 أبناء (3) إيدجيف من كنيت 4 أبناء | 17 يوليو 924 العمر حوالى 46–50 |

مطالب
هناك بعض الأدلة على أن الفورد قد يكون ملكاً لمدة أربعة أسابيع في 924، وبين والده إدوارد الأكبر وشقيقه أثيلستان، وعلى الرغم من أنه لم يتوج،  ومع ذلك هذه أدلة غير مقبولة من جميع المؤرخين، ولكن من غير الواضح ما إذا كان الفورد أعلن ملكاُ على مملكة كلها أو في وسكس فقط، هناك أدلة عندما توفي إدوارد أعلن الفورد الملك في وسكس وأثيلستان في مرسيا.
| الاسم فترة الحكم               | الصورة | الميلاد                              | الزوجة                   | الوفاة                                    |
| ------------------------------ | ------ | ------------------------------------ | ------------------------ | ----------------------------------------- |
| إلفورد يوليو 924 – 3 أغسطس 924 |        | حوالي 901 ابن إدوارد إيلدر و إيلفليد | غير متزوج ليس لديه أبناء | 3 أغسطس 924 العمر حوالي 23 دفن في وينشستر |

### ملوك إنجلترا
| الاسم فترة الحكم                                                                      | الصورة                                                                                                  | الميلاد                                                | الزوجة                                                                 | الوفاة                                               |
| ------------------------------------------------------------------------------------- | --- | ------------------------------------------------------ | ---------------------------------------------------------------------- | ---------------------------------------------------- |
| أثيلستان (Æþelstan) 924 – 27 أكتوبر 939 ملك أنجلو ساكسون 924–927 ملك الإنجليز 927–939 | King Athelstan from All Souls College Chapel                                                            | 895 ابن إدوارد إيلدر وإكجوين                           | غير متزوج                                                              | 27 أكتوبر 939 العمر حوالي 44                         |
| إدموند الأول (Eadmund) 28 أكتوبر 939 – 26 مايو 946                                    | | حوالي 921 ابن إدوارد إيلدر وإيدجيف من كينت             | (1) إلفجيف من شافتسبوري ابنان (2) إثيلفليد من داميرهام ليس لديهم أبناء | 26 مايو 946 بوكليتشورتش العمر حوالي 25 (قتل في شجار) |
| إيدريد (Eadred) 27 مايو 946 – 23 نوفمبر 955                                           | | حوالي 923 ابن إدوارد إيلدر وإيدجيف من كينت             | غير متزوج                                                              | 23 نوفمبر 955 فروم العمر حوالي 32                    |
| إيدويغ (Eadwig) 24 نوفمبر 955 – 1 أكتوبر 959                                          | Line engraving of Edwy made by an unknown engraver after an unknown artist                              | حوالي 940 ابن إدموند الأول وإلفجيف من شافتسبوري        | إلجفيف                                                                 | 1 أكتوبر 959 العمر حوالي 19                          |
| إدغار (Eadgar) 2 أكتوبر 959 – 8 يوليو 975                                             | King Edgar of England                                                                                   | 7 أغسطس 943 وسكس ابن إدموند الأول وإلفجيف من شافتسبوري | (1) إيثلفليد حوالي 960 ابن (2) إلفثريث حوالي 964 ابنان                 | 8 يوليو 975 وينشستر العمر 31                         |
| إدوارد الشهيد (Eadweard) 9 يوليو 975 – 18 مارس 978                                    | St. Edward the Martyr                                                                                   | حوالي 962 ابن إدغار وإيثلفليد                          | غير متزوج                                                              | 18 مارس 978 قلعة كورف العمر حوالي 16 (اغتيل)         |
| إثيلريد أونريدي (Æþelræd Unræd) 19 مارس 978 – 1013 (مرة الأولى)                       | Image of ئthelred II with an oversize sword from the illuminated manuscript "The Chronicle of Abingdon" | حوالي 968 ابن إدغار و إلفثريث                          | (1) إلفجيف من يورك 991 9 أبناء (2) إيما نورماندي 1002 3 أبناء          | 23 أبريل 1016 لندن العمر حوالى 48                    |

## بيت الدانمارك
أصبحت المملكة تحت سيطرة سوين فوركبيرد، وهو ملك الدنمارك والنرويج بعد الغزو في عام 1013، إثلرد تخلى العرش وذهب إلى المنفى في نورماندي.
| الاسم فترة الحكم                                             | الصورة                                                                                  | الميلاد                                            | الزوجة                                                                             | الوفاة                                |
| ------------------------------------------------------------ | --------------------------------------------------------------------------------------- | -------------------------------------------------- | ---------------------------------------------------------------------------------- | ------------------------------------- |
| سوين فوركبيرد (Svend Tveskæg) 25 ديسمبر 1013 – 3 فبراير 1014 | Sweyn Forkbeard, from an architectural element in the Swansea Guildhall, Swansea, Wales | حوالى 960 دانمارك ابن هارالد بلوتوت جونهليد من توف | (1) جونهيلد من بولندا حوالي 990 7 أبناء (2) سيغريد المتعجرفة حوالي 1000 ابنة واحدة | 3 فبراير 1014 غينزبورو العمر حوالي 54 |

## بيت وسكس (مرة أخرى)
بعد وفاة سوين فوركبيرد، عاد إثلرد من المنفى وأعلن نفسه مرة أخرى ملكاً في 3 شباط 1014، خلفه ابنه بعد اختياره من قبل مواطني لندن وأجزاء صغيرة من المملكة بعد وفاته، على الرغم من الجهود الدنماركية مازالت مستمرة في انتزاع التاج من جهة ساكس الغربية .
| الاسم فترة الحكم                                                         | الصورة                                                                                                  | الميلاد                                        | الزوجة                                                    | الوفاة                             | المطالبة            |
| ------------------------------------------------------------------------ | --- | ---------------------------------------------- | --------------------------------------------------------- | ---------------------------------- | ------------------- |
| إثيلريد أونريدي (Æþelræd Unræd) 3 فبراير 1014 – 23 أبريل 1016 (مرة أخرى) | Image of ئthelred II with an oversize sword from the illuminated manuscript "The Chronicle of Abingdon" | حوالى.968 ابن إدغار و إلفثريث                  | (1) إلفجيف 991 9 أبناء (2) إيما نورماندي 1002 ثلاثة أبناء | 23 أبريل 1016 لندن العمر حوالي 48  | ابن إدغار الأول     |
| إدموند ايرونسايد (Eadmund) 24 أبريل 1016– 30 نوفمبر 1016                 | Edmund Ironside                                                                                         | حوالي 990 ابن إثيلريد أونريدي و ألفجيف من يورك | إديث من أنكليا الشرقية ابنان                              | 30 نوفمبر 1016 غلاستونبري العمر 26 | ابن إثيلريد أونريدي |

## بيت الدانمارك (مرة أخرى)
بعد معركة أساندون الحاسمة في 18 أكتوبر 1016، الملك إدموند وقع معاهدة مع كانوت، التي نصت على كانوت يحكم كل من إنجلترا باستثناء وسكس التي كانت تحت سيطرة إدموند، و مع وفاة إدموند في 30 نوفمبر أصبح كانوت الملك الأوحد لـ مملكة.
| الاسم فترة الحكم                                         | الصورة | الميلاد                                            | الزوجة                                                          | الوفاة                                                                     |
| -------------------------------------------------------- | ------ | -------------------------------------------------- | --------------------------------------------------------------- | -------------------------------------------------------------------------- |
| كنوت (Knْtr) 18 أكتوبر 1016 – 12 نوفمبر 1035              |        | حوالي 995 ابن سوين فوركبيرد و غونهليد من بولندا    | (1) إلفجيف من نورثهامبتون ابنان (2) إيما نورماندي 1017 ولد وبنت | 12 نوفمبر 1035 شافتسبوري العمر حوالي 40                                    |
| هارولد قدم الأرنب (Harald) 13 نوفمبر 1035 – 17 مارس 1040 |        | حوالي 1016 ابن كانوت العظيم وإلفجيف من نورثهامبتون | إلفجيف ابن؟                                                     | 17 مارس 1040 أكسفورد العمر حوالي 24                                        |
| هارديكانوت (Hardeknud) 17 مارس 1040 – 8 يونيو 1042       |        | 1018 ابن كانوت و إيما نورماندي                     | غير متزوج                                                       | 8 يونيو 1042 لامبيث العمر حوالي 24 (سكتة دماغية جرى شراب المفرط من الكحول) |

## بيت وسكس (مرة ثانية)
ومع وفاة هارديكانوت، رجعت أسرة وسكس لمرة الأخيرة بين عامي 1042 و 1066.
| الاسم فترة الحكم                                                                          | الصورة | الميلاد                                               | زوجة                                                  | الوفاة                                                |
| ----------------------------------------------------------------------------------------- | ------ | ----------------------------------------------------- | ----------------------------------------------------- | ----------------------------------------------------- |
| إدوارد المعترف (Eadweard) 9 يونيو 1042 – 5 يناير 1066                                     |        | حوالي 1003 ايسليب ابن إثيلريد أونريدي و إيما نورماندي | إديث من وسكس 23 يناير 1045 ليس لديهم أبناء            | 5 يناير 1066 كنيسة وستمينستر العمر 62                 |
| هارولد الثاني (هارولد غودوينسون) 6 يناير 1066 – 14 أكتوبر 1066                            |        | حوالي 1022 ابن غودوين إيرل وسكس وجيثا ثوركيلسدوتّير    | إديث سونيشا العادلة 5 أبناء إديلاجيث حوالي 1064 ابنان | 14 أكتوبر 1066 معركة هاستينغز العمر 44 (قتل في معركة) |
| إدغار إثيلينج (Eadgar eling) 15 أكتوبر 1066 – 17 ديسمبر 1066 أُعلن فقط، ولكن لم يتوج ملكاً. |        | حوالي 1053 هنغاريا ابن إدوارد المنفي وأجاثا           | غير متزوج                                             | . 1126 العمر حوالي 73                                 |

## بيت نورماندي
في عام 1066 ظهر العديد من المطالبين لعرش وكان من بينهم هارولد جودوينسون ملك الذي تم انتخابه بعد وفاة إدوارد المعترف، وكذلك هارالد، ملك النرويج الذي ادعى أنه الوريث الشرعي لهارديكانوت، و وليام الثاني، دوق نورماندي، سليل رولو مؤسس الملكي لـ بيت نورماندي التابعة لملك فرنسا، وهو ابن عم البعيد لـ إدوارد المعترف، هارولد قد صد بنجاح غزو هارالد النرويجي، و لكنه خسر في النهاية عرش انكلترا لـ نورمان بعد معركة هاستينغز ، وليام الفاتح نقل العاصمة من وينشستر إلى لندن، بعد وفاة هارولد جودوينسون في 14 أكتوبر، النخبة الأنجلوسكسونية انتخبوا إدغار إثيلنغ ملكاً نجل إدوارد المنفي وأيضا حفيد إدموند إيرونسايد، ولكن الملك الشاب كان غير قادراً على مقاومة الغزاة ولم يتوج أبداً، توج وليام ملكاً في يوم عيد الميلاد 1066، في كنيسة وستمنستر، وهو اليوم معروف بـ ويليام الفاتح أو ويليام النغل.
| الاسم فترة الحكم | الصورة                                                                           | الميلاد                                                      | الزوجة | الوفاة | المطالبة                                                            |
| --- | -------------------------------------------------------------------------------- | ------------------------------------------------------------ | --- | --- | ------------------------------------------------------------------- |
| ويليام الأول ويليام النغل ويليام الفاتح (Guillaume le Bâtard) (Guillaume le Conquérant) 25 ديسمبر 1066 – 9 سبتمبر 1087 | William the Conqueror depicted at the Battle of Hastings, on the Bayeux Tapestry | حوالي 1028 قلعة فاليز ابن روبرت الأول دوق نورماندي و هيرليفا | ماتيلدا من فلاندرز كنيسة نوتردام في قلعة في إو، نورماندي 1053 10 أبناء                                                            | 9 سبتمبر 1087 روان العمر حوالي 59 بعد أصابته من على سرج حصان، دفن في دير سانت إتيان، كاين.                | عُين اسمياً من قبل إدوارد المعترف في 1052 ولكن (في الواقع يعتبر محتل) |
| ويليام الثاني ويليام روفوس (Guillaume le Roux) 26 سبتمبر 1087 – 2 أغسطس 1100                                           | William Rufus depicted in the Stowe Manuscript                                   | حوالي 1058 نورماندي ابن ويليام الفاتح و ماتيلدا من فلاندرز   | غير متزوج | 2 أغسطس 1100 نيوفورست العمر 42 قتل بسهم في ظهر عندما كان في رحلة صيد، ولكن أحداث مازالت غير واضحة.        | ابن ويليام الأول (عُين)                                              |
| هنري الأول هنري بيوكليرك (Henri Beauclerc) 5 أغسطس 1100 – 1 ديسمبر 1135                                                | Henry I                                                                          | سبتمبر 1068 سيلبي ابن ويليام الفاتح و ماتيلدا من فلاندرز     | (1) ماتيلدا (إديث) من اسكتلندا دير وستمنستر 11 نوفمبر 1100 4 أبناء (2) أدليزا من لوفان قلعة ويندسور 29 يناير 1121 ليس لديهم أبناء | 1 ديسمبر 1135 قلعة ليون-لا-فوريه (سانت-دينيس-إن-ليون) العمر 67 يبدو أنه توفى من التخمة، دفن في دير ريدنغ. | ابن ويليام الأول (استيلاء)                                          |

## بيت بلوا
هنري الأول لم يترك ورثة من الذكور الشرعيين وابنه ويليام أديلين توفى في كارثة السفينة البيضاء وبهذا أُنهى خط نورمان المباشر لملوك في إنكلترا، هنري عين ابنته الكبرى الإمبراطورة ماتيلدا اسمياً وريثة له، ولكن قبل تسمية ماتيلدا وريثة، كان هناك مفاوضات مع ابن أخته ستيفن بلوا لكي يخلفه، وعندما توفي هنري، غزا ستيفن إنكلترا، وفي انقلاب توج نفسه بدلاً من ماتيلدا، كان عهده تاريخياً معروف بـ فترة الفوضى ، بحيث النبلاء دعموا كلي الطرفين وقاتلوا في حرب مفتوحة في كل إنجلترا وأيضا في القارة لأكثر من عقدين من الزمن.
| الاسم فترة الحكم                                                     | الصورة  | الميلاد                                              | الزوجة                                  | الوفاة                                  | المطالبة                       |
| -------------------------------------------------------------------- | ------- | ---------------------------------------------------- | --------------------------------------- | --------------------------------------- | ------------------------------ |
| ستيفن ستيفن بلوا (Estienne de Blois) 22 ديسمبر 1135 – 25 أكتوبر 1154 | Stephen | حوالي 1096 بلوا ابن ستيفن كونت بلوا و إديلا نورماندي | ماتيلدا من بولوني وستمنستر 1125 4 أبناء | 25 أكتوبر 1154 قلعة دوفر العمر حوالي 58 | حفيد ويليام الأول (عُين/اغتصاب) |

مطالبة
الإمبراطورة ماتيلدا أعلنت وريثة اسمياً من قبل والدها هنري الأول بعد وفاة شقيقها على السفينة البيضاء، واعترف على هذا النحو من قبل بعض البارونات، ومع ذلك بعد وفاة هنري الأول، استولى على العرش من قبل ابن عمتها ستيفن بلوا، ومع ذلك ماتيلدا تعتبر ملكة فعلية لبضعة أشهر في 1141، وبذلك تعتبر هي أول امرأة تحكم إنجلترا، ولكن مع ذلك لم توج أبداً، نادرا ًما ترد اسمها في قوائم ملوك إنجلترا.
| الاسم فترة الحكم                                                                                | الصورة  | الميلاد                                                         | الزوج | الوفاة                                        | المطالبة                         |
| ----------------------------------------------------------------------------------------------- | ------- | --------------------------------------------------------------- | --- | --------------------------------------------- | -------------------------------- |
| ماتيلدا الإمبراطورة ماتيلدا (Mathilde l'emperesse) 7 أبريل 1141 – 1 نوفمبر 1141 لقب متنازع عليه | Matilda | 7 فبراير 1102 ساتون كورتيناي ابنة هنري الأول و إديث من اسكتلندا | (1) هاينريش الخامس إمبراطور الروماني المقدس ماينتس 6 يناير 1114 ليس لديهم أبناء (2) جيفري دوق نوماندي كاتدرائية لو مان 22 مايو 1128 3 أبناء | 10 سبتمبر 1167 كنيسة نوتردام في روان العمر 65 | ابنة هنري الأول (استولت على تاج) |

يوستاس الرابع كونت بولوني (حوالي 1130 - 17 أغسطس 1153)؛ حاول والده تعيينه ملك مناصفاً له إنجلترا في 6 أبريل 1152 ذلك لضمان خلافته على العرش (كما كانت تجري العادة في فرنسا، ولكن هذه العادة ليس لها وجود في إنجلترا)؛ ومع ذلك فإن البابا والكنيسة لم يوفقوا على هذا، ومع ذلك يوستاس لم يتوج أبداً وتوفي في العام التالي عن عمر يناهز 22 خلال حياة والده.

## بيت أنجو
توصل ستيفن لاتفاق مع ماتيلدا في نوفمبر 1153 وذلك بعد توقيعه على معاهدة إلينجفورد حيث اعترف فيها ستيفن بـ الأمير هنري ابن ماتيلدا وزوجها الثاني جيفري بلنتجنت كونت أنجو وريثاً له بدلاً من ابنه، الذي توفي في أغسطس، لهذا ينحدر البيت الملكي هذا من ماتيلدا وجيفري هو معروف على نطاق واسع بـ اسمين أسرة أنجو حيث جاء الاسم من الكونتية التي حكمها والده (جيفري الخامس كونت أنجو) أو بلانتاجانت هو اسم مستعار الذي اتخذه والده، بعض المؤرخين يقسمون ملوك هذا البيت الملكي إلى مجموعتين قبل وبعد فقدان الإمبراطورية الأنجوية.
حكمت أنجويون هذه الإمبراطورية خلال القرنين الثاني عشر والثالث عشر، تمتد أراضيهم من جبال البرانس حتى ايرلندا، ومع ذاك الوقت لم تعتبر إنجلترا كمقر الأساسي لهم، لحين فقدت معظم ممتلكاتها القارية في عهد جون، وعلى الرغم من أن سلالة الأنجوية كانت قصيرة الأجل، لكنها شملت أحفاد من خط الذكور من بالانتاجانت وفروعها أسرة لانكستر ويورك.
صاغ أنجويين شعارات إنجلترا المختلفة، والتي أظهرت عليها عادة المناطق التي كانت تحت سيطرتهم أو التي تطالب بها، على الرغم من دون تمثيل إيرلندا لبعض الوقت، عموماً عبارة الرب وحقي التي تظهر في شعار ملوك إنجلترا اعتمدت من قبل إدوارد الثالث،  ولكن تم استخدامها لأول مرة ككلمة سر من قبل الملك ريتشارد الأول في عام 1198م في معركة جيسورس التي هزم فيها الفرنسيين.
| الاسم فترة الحكم                                                                        | الصورة                                                           | الشعار | الميلاد                                                                 | الزوجة | الوفاة | المطالبة                            |
| --------------------------------------------------------------------------------------- | ---------------------------------------------------------------- | ------ | ----------------------------------------------------------------------- | --- | --- | ----------------------------------- |
| هنري الثاني هنري كورتمانتلي (هنري ذو العباءة القصيرة) 19 ديسمبر 1154 – 6 يوليو 1189     | Henry II                                                         |        | 5 مارس 1133 لو مان ابن جيفري الخامس كونت أنجو و ماتيلدا ابنة هنري الأول | إليانور من آكيتياين كاتدرائية بوردو 18 مايو 1152 8 أبناء                                                                        | 6 يونيو 1189 شينون العمر 56 دفن في دير فونتفرود.                                                            | حفيد هنري الأول (معاهدة والينغفورد) |
| هنري الملك الشاب (Henri le Jeune Roy) (ملك منصف مع والده) 14 يونيو 1170 – 11 يونيو 1183 | Henry                                                            |        | 28 فبراير 1155 هنري الثاني وإليانور من آكيتياين                         | مارغريت من فرنسا كاتدرائية وينشستر 27 أغسطس 1172 ابن واحد                                                                       | 11 يونيو 1183 مارتل، ليموج العمر 28 دفن كاتدرائية روان (نوتردام)                                            | ابن هنري الثاني (تويج كـ ملك منصف)  |
| ريتشارد الأول ريتشارد قلب الأسد (Richard Cœur de Lion) 3 سبتمبر 1189 – 6 أبريل 1199     | Richard the Lionheart, an illustration from a 12th-century codex |        | 8 سبتمبر 1157 قصر بومنت ابن هنري الثاني و إليانور من آكيتياين           | بيرنغاريا من نافارا ليماسول 12 مايو 1191 ليس لديهم أبناء                                                                        | 6 أبريل 1199 شالو العمر 41 نتيجة إصابته بسهم في الكتف، دفن القلب في كاتدرائية روان، والجثة في دير فونتفرود. | ابن هنري الثاني (البكورة)           |
| جون بلا أرض (Jean sans Terre) 6 أبريل 1199 – 19 أكتوبر 1216                             | King John                                                        |        | 24 ديسمبر 1166 قصر بومنت ابن هنري الثاني و إليانور من آكيتياين          | (1) إيزابيل من غلوستر قلعة مارلبورو 29 أغسطس 1189 ليس لديهم أبناء (2) إيزابيلا من أنغوليم كاتدرائية بوردو 24 أغسطس 1200 4 أبناء | 19 أكتوبر 1216 نيوارك أون ترينت العمر 49 دفن في كاتدرائية وستر.                                             | شقيق ريتشارد الأول (قرابة الدم)     |

مطالب/محتل
لويس الثامن من فرنسا حكم لفترة وجيزة ما يقرب من نصف إنجلترا 1216-1217 أثناء قرابة نهاية حرب البارونات الأولى التي قامت ضد الملك جون، وأثناء وصله إلى لندن استقبلوه علناً وبما في ذلك ألكسندر الثاني ملك اسكتلندا والذين تجمعوا لإعطاء الولاء له، ومع ذلك كان التوقيع معاهدة لامبث في 1217، والتي اعتبرت لويس بأنه الملك غير الشرعي لإنجلترا.
| الاسم فترة الحكم                                | الصورة | الشغار | الميلاد                                                           | الزوجة                                        | الوفاة                           | إدعاء |
| ----------------------------------------------- | ------ | ------ | ----------------------------------------------------------------- | --------------------------------------------- | -------------------------------- | ----- |
| لويس الأسد 1216– 22 سبتمبر 1217 لقب متنازع عليه |        |        | 5 سبتمبر 1187 باريس ابن فيليب الثاني ملك فرنسا و إيزابيلا من هينو | بلانكا من قشتالة بورتمونت 23 مايو 1200 13 ابن | 8 نوفمبر 1226 مونتبنسير العمر 39 | محتل  |

## بيت بلانتاجنت
بلانتاجانت اسم اتخذ من جيفري بلنتجنت، كونت أنجو زوج الإمبراطورة ماتيلدا ووالد هنري الثاني، كان بلانتاجينت الاسم غير معروف كاسم عائلة في حد ذاتها حتى أقره ريتشارد يورك على اسم عائلته في القرن الخامس عشر، ومنذ ذلك الحين تم تطبيقه على الملوك إنجليز من هنري الثاني حتى ريتشارد الثالث، ومن الشائع بين المؤرخين المعاصرين للإشارة إلى هنري الثاني وابنائه باسم «الأنجويين» بسبب الإمبراطورية القارية الواسعة، ومعظم ملوك أنجوين قبل جون مضوا أغلب وقتهم في ممتلكاتهم القارية مما كانوا عليه في إنكلترا، ومن هنري الثالث أي بعد فقدان معظم ممتلكاتهم القارية، استقر الملوك بلانتاجنت أكثر في إنجلترا.
| الاسم فترة الحكم                                                                | الصورة              | الشعار | الميلاد                                                           | الزوجة | الوفاة                                                    | المطالبة                     |
| ------------------------------------------------------------------------------- | ------------------- | ------ | ----------------------------------------------------------------- | --- | --------------------------------------------------------- | ---------------------------- |
| هنري الثالث هنري وينسشتر 28 أكتوبر 1216 – 16 نوفمبر 1272                        | Henry III           |        | 1 أكتوبر 1207 قلعة وينشستر ابن الملك جون و إيزابيلا من أنغوليم    | إليانور من بروفانس كاتدرائية كانتربري 14 يناير 1236 4 أبناء                                                                   | 16 نوفمبر 1272 قصر وستمنستر العمر 65                      | ابن الملك جون (البكورة)      |
| إدوارد الأول الساقين الطويلتين مطرقة الأسكتلنديين 20 نوفمبر 1272 – 7 يوليو 1307 | Edward I of England |        | 17 يونيو 1239 قصر وستمنستر ابن هنري الثالث و إليانور من بروفانس   | (1) إليانور من قشتالة دير سانتا ماريا لا ريال دي لاس هولغاس 18 أكتوبر 1254 16 ابن (2) مارغريت من فرنسا 10 سبتمبر 1299 3 أبناء | 7 يوليو 1307 برغ بأي سَاندْسْ العمر 68                       | ابن هنري الثالث (البكورة)    |
| إدوارد الثاني إدوارد كارنرفون 7 يوليو 1307 – 25 يناير 1327                      |                     |        | 25 أبريل 1284 قلعة كارنرفون ابن إدوارد الأول و إليانور من قشتالة  | إيزابيلا من فرنسا كاتدرائية بولوني 25 يناير 1308 5 أبناء                                                                      | 21 سبتمبر 1327 قلعة بيركلي العمر 43 (قتل)                 | ابن إدوارد الأول (البكورة)   |
| إدوارد الثالث 25 يناير 1327 – 21 يونيو 1377                                     |                     |        | 13 نوفمبر 1312 قلعة ويندسور ابن إدوارد الثاني و إيزابيلا من فرنسا | فيليبا هينو يورك مينستر 24 يناير 1328 14 ابن                                                                                  | 21 يونيو 1377 قصر ريتشموند العمر 64                       | ابن إدوارد الثاني (البكورة)  |
| ريتشارد الثاني 21 يونيو 1377 – 29 سبتمبر 1399                                   |                     |        | 6 يناير 1367 بوردو ابن إدوارد أمير ويلز وجوان من كينت             | (1) آن من بوهيميا 14 يناير 1382 ليس لديهم أبناء (2) إيزابيلا من فالوا كاليه 4 نوفمبر 1396 ليس لديهم أبناء                     | 14 فبراير 1400 قلعة بونتيفراكت العمر 33 احتمال بسبب الجوع | حفيد إدوارد الثالث (البكورة) |

### بيت لانكاستر
تنحدر هذه الأسرة من الابن الثالث الباقي لإدوارد الثالث جون غونت، استولى هنري الرابع على السلطة بعد إزاحة ريتشارد الثاني (أزاح أيضًا الشخص التالي في ترتيب سلم الخلافة إدموند مورتيمر الذي كان يبلغ من العمر 7 سنوات آنذاك، وهو سليل الابن الثاني ليونيل أنتويرب لجده إدوارد الثالث)، خلال عهد الأسرة أشرفت حرب المائة عام على الانتهاء، وأيضا تسبب صراع السلطة داخل سلالة الملكية إلى اندلاع حرب أهلية عُرفت بـ حرب الوردتين.
| الاسم فترة الحكم                                          | الصورة   | الشعار | الميلاد                                                      | زوجة | الوفاة                             | المطالبة                                    |
| --------------------------------------------------------- | -------- | ------ | ------------------------------------------------------------ | --- | ---------------------------------- | ------------------------------------------- |
| هنري الرابع هنري بولينجبروك 30 سبتمبر 1399 – 20 مارس 1413 | Henry IV |        | 3 أبريل 1367 قلعة بولينجبروك ابن جون غونت و بلانش لانكاستر   | (1) ماري دي بوهون قلعة أروندل 27 يوليو 1380 7 أبناء (2) جوانا من نافارا كاتدرائية ونشستر 7 فبراير 1403 ليس لديهم أبناء | 20 مارس 1413 دير وستمنستر العمر 45 | حفيد و وريث إدوارد الثالث (اغتصاب/ البكورة) |
| هنري الخامس نجم إنجلترا 20 مارس 1413 – 31 أغسطس 1422      | Henry V  |        | 16 سبتمبر 1386 قلعة مومنت ابن هنري الرابع و ماري دي بوهون    | كاثرين من فالوا كاتدرائية إطرويش 2 يونيو 1420 ابن واحد                                                                 | 31 أغسطس 1422 شاتيو العمر 36       | ابن هنري الرابع (البكورة)                   |
| هنري السادس 31 أغسطس 1422 – 4 مارس 1461                   | Henry VI |        | 6 ديسمبر 1421 قلعة ويندسور ابن هنري الخامس و كاثرين من فالوا | مارغريت من أنجو دير تيتشفيلد 22 أبريل 1445 ابن واحد                                                                    | 21 مايو 1471 برج لندن العمر 49     | ابن هنري الخامس (البكورة)                   |

### بيت يورك
ادعى آل يورك الحق في العرش من خلال الابن الثاني لإدوارد الثالث ليونيل أنتويرب، ولكنهم ينتسبون من خط الذكور إلى إدموند لانغلي دوق يورك الأول ابن الرابع لإدوارد الثالث.
شهدت حرب الوردتين (1455-1485) انتقال العرش مراراً وتمرارً بين الأسر المتنافسة لانكاستر ويورك.
| الاسم فترة الحكم                          | الصورة    | الشعار | الميلاد                                                           | زوجة                                            | الوفاة                             | المطالبة                                                    |
| ----------------------------------------- | --------- | ------ | ----------------------------------------------------------------- | ----------------------------------------------- | ---------------------------------- | ----------------------------------------------------------- |
| إدوارد الرابع 4 مارس 1461 – 2 أكتوبر 1470 | Edward IV |        | 28 أبريل 1442 روان ريتشارد بلتنجنت، دوق يورك الثالث و سيسلي نيفيل | إليزابيث وودفيل جرفتون رجس 1 مايو 1464 10 أبناء | 9 أبريل 1483 قصر وستمنستر العمر 40 | حفيد الأكبر-الأكبر إدوارد الثالث (استولى على العرش/البكورة) |

### بيت لانكاستر (مرة أخرى)
| الاسم فترة الحكم                           | الصورة   | الشعار | الميلاد                                                      | زوجة                                                | الوفاة                                                 | المطالبة                            |
| ------------------------------------------ | -------- | ------ | ------------------------------------------------------------ | --------------------------------------------------- | ------------------------------------------------------ | ----------------------------------- |
| هنري السادس 30 أكتوبر 1470 – 11 أبريل 1471 | Henry VI |        | 6 ديسمبر 1421 قلعة ويندسور ابن هنري الخامس و كاثرين من فالوا | مارغريت من أنجو دير تيتشفيلد 22 أبريل 1445 ابن واحد | 21 مايو 1471 برج لندن العمر 49 (قتل على يد اليوركيين). | ابن هنري الخامس (استيلاء على العرش) |

### بيت يورك (مرة أخرى)
| الاسم فترة الحكم                                      | الصورة      | الشعار | الميلاد                                                                       | زوجة                                            | الوفاة                                                                                           | المطالبة                                                           |
| ----------------------------------------------------- | ----------- | ------ | ----------------------------------------------------------------------------- | ----------------------------------------------- | ------------------------------------------------------------------------------------------------ | ------------------------------------------------------------------ |
| إدوارد الرابع (مرة ثانية) 11 أبريل1471 – 9 أبريل 1483 | Edward IV   |        | 28 أبريل 1442 روان ابن ريتشارد بلنتجنت، دوق يورك الثالث و سيسلي نيفيل         | إليزابيث وودفيل جرفتون رجس 1 مايو 1464 10 أبناء | 9 أبريل 1483 قصر وستمنستر العمر 40                                                               | حفيد الأكبر-الأكبر إدوارد الثالث (استولى على العرش/البكورة العصبة) |
| إدوارد الخامس 9 أبريل 1483 – 25 يونيو 1483            | Edward V    |        | 2 نوفمبر 1470 وستمنستر ابن إدوارد الرابع و إليزابيث وودفيل                    | غير متزوج                                       | حوالي1483 برج لندن العمر حوالي 12 (احتمال قتل)                                                   | ابن إدوارد الرابع (البكورة)                                        |
| ريتشارد الثالث 26 يونيو 1483 – 22 أغسطس 1485          | Richard III |        | 2 أكتوبر 1452 قلعة فوثيرنغ ابن ريتشارد بلنتجنت، دوق يورك الثالث و سيسلي نيفيل | آن نيفيل دير وستمنستر 12 يوليو 1472 ابن واحد    | 22 أغسطس 1485 معركة بوسوورث العمر 32 (قتل في المعركة) اعيد دفنه في كاتدرائية ليستر، 26 مارس 2015 | حفيد الأكبر-الأكبر إدوارد الثالث ؛شقيق إدوارد الرابع               |

## بيت تيودور
تنحدر عائلة تيودور عبر سلالة الإناث من جون بوفورت أحد الأطفال غير الشرعيين لـ جون غونت (الابن الثالث الباقي لإدوارد الثالث)؛ وعشيقته كاثرين سوينفورد، فالذين ينحدرون من فرع الملكي من خلال ابن غير شرعي لن يكون لهم في عادة أي حق في العرش، لكن الوضع أصبح معقدًا عندما تزوج غونت وسوينفورد في النهاية منذ عام 1396 (بعد 25 عامًا من ولادة جون بوفورت)، في ضوء الزواج، أضفت الكنيسة بأثر رجعي الشرعية على أبناء عبر مرسوم بابوي في نفس العام، وأقر البرلمان نفس الشيء بقانون عام 1397، وتم تأكيد عليه لاحقاً من قبل ابن جون غونت الشرعي الملك هنري الرابع الذي اعترف أيضًا بشرعية أخوته ولكن اعلن في المقابل أنهم غير مؤهلين على الإطلاق لوراثة العرش، ومع ذلك ظلت البوفورتيين متحالفين بشكل وثيق مع أحفاد غونت الآخرين أسرة لانكاستر الملكية.
تزوجت حفيدة جون بوفورت السيدة مارغريت بوفورت من إدموند تيودور كان تيودور نجل حاكم ويلز الويلزي أوين تودور وكاثرين من فالوا أرملة ملك لانكاستر هنري الخامس، كان إدموند تيودور وإخوته إما غير شرعيين أو نتاج زواج سري، وكانوا يدينون بثرواتهم لحسن نية أخيهم غير الشقيق الشرعي الملك هنري السادس،عندما سقطت أسرة لانكاستر من السلطة رفع آل تيودور لواء المطالبة.
بحلول أواخر القرن الخامس عشر كانت عائلة تيودور هي الأمل الأخير لأنصار لانكاستر، أصبح ابن إدموند تيودور ملكًا مثل هنري السابع بعد هزيمة ريتشارد الثالث في معركة بوسوورث فيلد عام 1485 ، حيث انتصر في حروب الوردتين، منهياً بذلك الحرب الأهلية التي استمرت للعقود، وتزوج الملك هنري من إليزابيث ابنة إدوارد الرابع ، وبذلك وحد سلالتي لانكاستر ويورك.
| الاسم فترة الحكم                           | الصورة                              | الشعار                                         | الميلاد                                                     | زوجة                                                | الوفاة                              | المطالبة                                      |
| ------------------------------------------ | ----------------------------------- | ---------------------------------------------- | ----------------------------------------------------------- | --------------------------------------------------- | ----------------------------------- | --------------------------------------------- |
| هنري السابع 22 أغسطس 1485 – 21 أبريل 1509  | Henry VII, by Michel Sittow, 1505   |                                                | 28 يناير 1457 قصر بَمْبْرُوكْ ابن إدموند تيودور و ماغريت بوفورت  | إليزابيث من يورك دير وستمنستر 18 يناير 1486 8 أبناء | 21 أبريل 1509 قصر ريتشموند العمر 52 | حفيد الأكبر-الأكبر-الأكبر إدوارد الثالث (فتح) |
| هنري الثامن 21 أبريل 1509 – 28 يناير 1547  | Henry VIII, by Hans Holbein, c.1536 |                                                | 28 يونيو 1491 قصر غرينتش ابن هنري السابع و إليزابيث يورك    | كاثرين من أراغون غرينتش 11 يونيو 1509 ابنة واحدة    | 28 يناير 1547 قصر وايتهول العمر 55  | ابن هنري السابع (البكورة)                     |
| هنري الثامن 21 أبريل 1509 – 28 يناير 1547  | Henry VIII, by Hans Holbein, c.1536 | آن بولين قصر وستمنستر 25 يناير 1533 ابنة واحدة | 28 يونيو 1491 قصر غرينتش ابن هنري السابع و إليزابيث يورك    |                                                     | 28 يناير 1547 قصر وايتهول العمر 55  | ابن هنري السابع (البكورة)                     |
| هنري الثامن 21 أبريل 1509 – 28 يناير 1547  | Henry VIII, by Hans Holbein, c.1536 | جين سيمور قصر وايتهول 30 مايو 1536 ابن واحد    | 28 يونيو 1491 قصر غرينتش ابن هنري السابع و إليزابيث يورك    |                                                     | 28 يناير 1547 قصر وايتهول العمر 55  | ابن هنري السابع (البكورة)                     |
| هنري الثامن 21 أبريل 1509 – 28 يناير 1547  | Henry VIII, by Hans Holbein, c.1536 | آن من كليفز قصر غرينتش 6 يناير 1540            | 28 يونيو 1491 قصر غرينتش ابن هنري السابع و إليزابيث يورك    |                                                     | 28 يناير 1547 قصر وايتهول العمر 55  | ابن هنري السابع (البكورة)                     |
| هنري الثامن 21 أبريل 1509 – 28 يناير 1547  | Henry VIII, by Hans Holbein, c.1536 | كاثرين هوارد قصر هامبتون كورت 28 يوليو 1540    | 28 يونيو 1491 قصر غرينتش ابن هنري السابع و إليزابيث يورك    |                                                     | 28 يناير 1547 قصر وايتهول العمر 55  | ابن هنري السابع (البكورة)                     |
| هنري الثامن 21 أبريل 1509 – 28 يناير 1547  | Henry VIII, by Hans Holbein, c.1536 | كاثرين بار قصر هامبتون كورت 12 يوليو 1543      | 28 يونيو 1491 قصر غرينتش ابن هنري السابع و إليزابيث يورك    |                                                     | 28 يناير 1547 قصر وايتهول العمر 55  | ابن هنري السابع (البكورة)                     |
| إدوارد السادس 28 يناير 1547 – 6 يوليو 1553 | Edward VI, by Hans Eworth           |                                                | 12 أكتوبر 1537 قصر هامبتون كورت ابن هنري الثامن و جين سيمور | غير متزوج                                           | 6 يوليو 1553 قصر غرينتش العمر 15    | ابن هنري الثامن (البكورة)                     |

مطالبة
عين إدوارد السادس السيدة جين غراي وريثة له خلال وصيته، وأبطل بذلك سلم الخلافة الذي حدده البرلمان في قانون الخلافة الثالث، وبعد أربعة أيام من وفاته في 6 يوليو 1553 تم إعلان جين ملكة - وهي أول امرأة من بين ثلاث نساء من تيودور يتم إعلانها كملكة، وبعد تسعة أيام من الإعلان في 19 يوليو قام مجلس الأعلى بتغيير ولائه وأعلن أخت إدوارد السادس الكاثوليكية ماري ملكة، تم إعدام جين في وقت لاحق بتهمة الخيانة، تنتسب ليدي جين من والدتها إلى الملك هنري السابع من خلال ابنته ماري ملكة فرنسا الأرملة.
| الاسم فترة الحكم                                                     | الصورة | الشعار | الميلاد                                                                          | زوج                                                     | الوفاة                                       | المطالبة                 |
| -------------------------------------------------------------------- | ------ | ------ | -------------------------------------------------------------------------------- | ------------------------------------------------------- | -------------------------------------------- | ------------------------ |
| جين 10 يوليو 1553 – 19 يوليو 1553 ملكة الأيام التسعة لقب متنازع عليه |        |        | أكتوبر 1537 حديقة برادجت ابنة هنري غران، دوق سوفولك الأول و ليدي فرانسيس براندون | لورد غيلدفورد دادلي ستراند 21 مايو 1553 ليس لديهم أبناء | 12 فبراير 1554 برج لندن العمر 16 (قطع رأسها) | حفيدة الكبرى هنري السابع |

| الاسم فترة الحكم                                  | الصورة                        | الشعار                                                                                            | الميلاد                                                                                                | زوج (ة)                                                                 | الوفاة                                            | المطالبة                                |
| ------------------------------------------------- | ----------------------------- | ------------------------------------------------------------------------------------------------- | --- | ----------------------------------------------------------------------- | ------------------------------------------------- | --------------------------------------- |
| ماري الأولى 19 يوليو 1553 – 17 نوفمبر 1558        | Mary I, by Antonius Mor, 1554 |                                                                                                   | 18 فبراير 1516 قصر غرينتش ابنة هنري الثامن و كاثرين من أراغون                                          | فيليب الثاني ملك إسبانيا كاتدرائية ونشستر 25 يوليو 1554 ليس لديهم أبناء | 17 نوفمبر 1558 قصر سانت جيمس العمر 42             | ابنة هنري الثامن (قانون الخلافة الثالث) |
| فيليب 25 يوليو 1554 – 17 نوفمبر 1558 (ملك مناصفة) | King Philip of England        | 21 مايو 1527 بلد الوليد، إسبانيا ابن كارل الخامس، إمبراطور الروماني المقدس و إيزابيلا من البرتغال | (2) ماري الأولى ملكة إنجلترا كاتدرائية ونشستر 25 يوليو 1554 ليس لديهم أبناء لديه ثلاثة زوجات و 7 أبناء | 13 سبتمبر 1598 الإسكوريال، إسبانيا العمر 71                             | زوج ماري الأولى (قانون زواج الملكة ماري من فيليب) |                                         |

موجب شروط معاهدة الزواج بين فيليب الأول ملك نابولي (لاحقًا فيليب الثاني ملك إسبانيا منذ 15 يناير 1556) والملكة ماري الأولى، كان من المقرر أن يتمتع فيليب بألقاب ماري وتكريمها طالما كان زواجهما سيستمر، كان من المقرر أن بتم التوقيع بعد هذا تأريخ جميع الوثائق الرسمية بما في ذلك مراسيم البرلمان بأسمائهما، وكان من المقرر استدعاء البرلمان تحت السلطة المناصفة للزوجين، منحه قانون برلماني لقب الملك وذكر بأنه "سيساعد صاحبة السمو ... في الإدارة الأراضي بنعمتها وسيادتها" (على الرغم من أن القانون نص في مكان آخر على أن ماري يجب أن تكون "الملكة الوحيدة" "). ومع ذلك كان من المقرر أن يتولى فيليب الحكم بمناصفة مع زوجته.
| الاسم فترة الحكم                              | الصورة                  | الشعار | الميلاد                                              | زوج        | الوفاة                             | المطالبة                                |
| --------------------------------------------- | ----------------------- | ------ | ---------------------------------------------------- | ---------- | ---------------------------------- | --------------------------------------- |
| إليزابيث الأولى 17 نوفمبر 1558 – 24 مارس 1603 | Elizabeth I, by Darnley |        | 7 سبتمبر 1533 قصر غرينتش ابنة هنري الثامن و آن بولين | غير متزوجة | 24 مارس 1603 قصر ريتشموند العمر 69 | ابنة هنري الثامن (قانون الخلافة الثالث) |

## بيت ستيورات
قريب إليزابيث، الملك جيمس السادس ملك اسكتلندا نجح في اعتلاء العرش الإنجليزي باسم جيمس الأول مع اتحاد التيجان، بحيث ينحدر جيمس من عائلة تيودور من خلال جدته الكبرى مارغريت تيودور ابنة الكبرى لـ هنري السابع وزوجة جيمس الرابع ملك اسكتلندا، على الرغم في عام 1604 اعتمده لقب ملك بريطانيا العظمى، ومع ذلك ظل البرلمانان منفصلين حتى صدور قوانين الاتحاد عام 1707 .
| الاسم فترة الحكم                          | الصورة                         | الشعار | الميلاد                                                                | زوجة                                                         | الوفاة                                    | المطالبة                       |
| ----------------------------------------- | ------------------------------ | ------ | ---------------------------------------------------------------------- | ------------------------------------------------------------ | ----------------------------------------- | ------------------------------ |
| جيمس الأول 24 مارس 1603 – 27 مارس 1625    | James I, by Paulus van Somer   |        | 19 يونيو 1566 قلعة إدنبرة ابن هنري ستيوارت و ماري الأولى ملكة اسكتلندا | آن من الدانمارك أوسلو 23 نوفمبر 1589 7 أبناء                 | 27 مارس 1625 بيت ثيوبالد العمر 58         | حفيد الأكبر-الأكبر هنري السابع |
| تشارلز الأول 27 مارس 1625 – 30 يناير 1649 | Charles I, by Anthony van Dyck |        | 19 نوفمبر 1600 قصر دمفرلين ابن جيمس الأول و آن من الدانمارك            | هنريتا ماريا من فرنسا دير سانت أوغسطين 13 يونيو 1625 9 أبناء | 30 يناير 1649 قصر وايتهول العمر 48 (اعدم) | ابن جيمس الأول (البكورة)       |

### الكومنولث
لم يحكم أي ملك بعد إعدام تشارلز الأول عام 1649، وبين عامي 1649 و1653 لم يكن هناك رئيس إنجليزي واحد للدولة بحيث كانت إنجلترا تحكم مباشرة من قبل البرلمان وكان مجلس الدولة الإنجليزي بمثابة السلطة التنفيذية خلال فترة عرفت باسم كومنولث إنجلترا.
بعد انقلاب عام 1653 سيطر أوليفر كرومويل بالقوة على إنجلترا من البرلمان، قام بحل البرلمان على رأس قوة عسكرية ودخلت إنجلترا فترة الحماية تحت سيطرة كرومويل المباشرة بلقب اللورد الحامي .
كان من صلاحيات اللورد الحامي اختيار وريثه واختار أوليفر كرومويل ابنه الأكبر ريتشارد كرومويل لخلافته.
| الاسم فترة الحكم                                                 | الصورة                   | الشعار | الميلاد                                                                     | زوجة                                                 | الوفاة                         |
| ---------------------------------------------------------------- | ------------------------ | ------ | --------------------------------------------------------------------------- | ---------------------------------------------------- | ------------------------------ |
| أوليفر كرومويل رجل الحديدي القديم 16 ديسمبر 1653 – 3 سبتمبر 1658 | Oliver Cromwell          |        | 25 أبريل 1599 هونتينغتون، مامبردجشاير ابن روبرت كرومويل و إليزابيث ستيوارد  | اليزابيث بورتشير في سانت جايلز 22 أغسطس 1620 9 أبناء | 3 سبتمبر 1658 وايتهول العمر 59 |
| ريتشارد كرومويل المتداعي الديك 3 سبتمبر 1658 – 7 مايو 1659       | Richard Cromwell, c.1650 |        | 4 أكتوبر 1626 هونتينغتون، مامبردجشاير ابن أوليفر كرومويل و إليزابيث بورتشير | دوروثي مايجور مايو 1649 9 أبناء                      | 12 يوليو 1712 تشيشنوت العمر 85 |

### بيت ستيوارت (مرة أخرى)
تمت استعادة النظام الملكي تحت حكم تشارلز الثاني، خلال فترة الثانية حكم أخر ملك كاثوليكي البلاد، وتم توطيد حكم البروتستانتي أكثر، ومع 1707 تم أعمال الاتحاد بين إنجلترا واسكتلندا مؤسساً بذلك مملكة بريطانيا العظمى.
| الاسم فترة الحكم                                                                        | الصورة       | الشعار                          | الميلاد                                                               | زوج(ة)                                                                                  | الوفاة                                                                    | المطالبة                                    |
| --------------------------------------------------------------------------------------- | ------------ | ------------------------------- | --------------------------------------------------------------------- | --------------------------------------------------------------------------------------- | ------------------------------------------------------------------------- | ------------------------------------------- |
| تشارلز الثاني 29 مايو 1660 – 6 فبراير 1685 معترف به من قبل الملكيين في 1649             |              |                                 | 29 مايو 1630 قصر سانت جيمس ابن تشارلز الأول و هنريتا ماريا من فرنسا   | كاثرين من براغانزا بورتسموث 21 مايو 1662 ليس لديهم أبناء                                | 6 فبراير 1685 قصر وايتهول العمر 54                                        | ابن تشارلز الأول (البكورة؛ استرد العرش)     |
| جيمس الثاني 6 فبراير 1685 – 23 ديسمبر 1688 (مخلوع)                                      |              |                                 | 14 أكتوبر 1633 قصر سانت جيمس ابن تشارلز الأول و هنريتا ماريا من فرنسا | (1) آن هايد ستراند 3 سبتمبر 1660 8 أبناء (2) ماري من مودينا دوفر 21 نوفمبر 1673 7 أبناء | 16 سبتمبر 1701 شاتو دي سانت-جيرمان-إن-ليون العمر 67                       | ابن تشارلز الأول (البكورة)                  |
| ماري الثانية 13 فبراير 1689 – 28 ديسمبر 1694                                            |              |                                 | 30 أبريل 1662 قصر سانت جيمس ابنة جيمس الثاني و آن هايد                | قصر سانت جيمس 4 نوفمبر 1677 ليس لديهم أبناء                                             | 28 ديسمبر 1694 قصر كنسينغتون العمر 32                                     | أحفاد تشارلز الأول (مقدمة من قبل البرلمان)  |
| ويليام الثالث ويليام من أورانج 13 فبراير 1689 – 8 مارس 1702                             |              |                                 | 4 نوفمبر 1650 لاهاي ابن ويليام الثاني، أمير أورانيا و ماري ستيوارت    | قصر سانت جيمس 4 نوفمبر 1677 ليس لديهم أبناء                                             | 8 مارس 1702 قصر كنسينغتون العمر 51 بعد كسر الترقوة أثناء سقوطه من الحصان. | أحفاد تشارلز الأول (مقدمة من قبل البرلمان)  |
| آن 8 مارس 1702 – 1 مايو 1707 ملكة بريطانيا العظمى وإيرلندا (1 مايو 1707 – 1 أغسطس 1714) |              |                                 | 6 فبراير 1665 قصر سانت جيمس ابنة جيمس الثاني و آن هايد                | جورج من الدانمارك قصر سانت جيمس 28 يوليو 1683 5 أبناء                                   | 1 أغسطس1714 قصر كنسينغتون العمر 49                                        | ابنة جيمس الثاني (البكورة؛ وثيقة حقوق 1689) |
| ملوك بعد1707                                                                            | ملوك بعد1707 | انظر قائمة ملوك بريطانيا العظمى | انظر قائمة ملوك بريطانيا العظمى                                       | انظر قائمة ملوك بريطانيا العظمى                                                         | انظر قائمة ملوك بريطانيا العظمى                                           | انظر قائمة ملوك بريطانيا العظمى             |